# Junior-VM i håndbold 1979 (kvinder)
Juniorverdensmesterskabet i håndbold 1979 for kvinder var det andet junior-VM i håndbold for kvinder. Mesterskabet blev arrangeret af International Handball Federation, og slutrunden med deltagelse af 13 hold blev afviklet i Jugoslavien i perioden 13. – 23. oktober 1979.
Mesterskabet blev vundet af Sovjetunionen foran Østtyskland og de forsvarende mestre fra Jugoslavien. I finalegruppen adskilte kun 1 point guldvinderne fra sølvvinderne, som igen kun placerede sig foran bronzevinderne på målforskel.

## Slutrunde

### Indledende runde
De 13 hold spillede i den indledende runde i tre grupper med fire eller fem hold. Hver gruppe spillede en enkelturnering alle-mod-alle, og de to bedst placerede hold i hver gruppe gik videre til finalerunden om placeringerne 1-6. Nr. 3 og 4 i hver gruppe gik videre placeringsrunden om 7.- til 12.-pladsen, mens det hold der sluttede som nr. 5 i femholdspuljen blev rangeret som nr. 13.

#### Gruppe A
| Dato | Hold                         | Res.   |
| ---- | ---------------------------- | ------ |
| ?    | Ungarn – Japan               | 20–13  |
| ?    | Vesttyskland – Sovjetunionen | 10–19  |
| ?    | Sovjetunionen – Japan        | 25–13  |
| ?    | Vesttyskland – Ungarn        | 11–19  |
| ?    | Vesttyskland – Japan         | 14–l8l |
| ?    | Sovjetunionen – Ungarn       | 18–11  |

| Hold          | Kampe | Mål   | Point |
| ------------- | ----- | ----- | ----- |
| Sovjetunionen | 3     | 62-34 | 6     |
| Ungarn        | 3     | 50-42 | 4     |
| Vesttyskland  | 3     | 35-46 | 2     |
| Japan         | 3     | 34-59 | 0     |

#### Gruppe B
| Dato | Hold                   | Res.   |
| ---- | ---------------------- | ------ |
| ?    | Jugoslavien – Østrig   | 18–l5l |
| ?    | Jugoslavien – Italien  | 41–l7l |
| ?    | Norge – Frankrig       | 10–12  |
| ?    | Norge – Italien        | 20–l7l |
| ?    | Frankrig – Østrig      | 13–l9l |
| ?    | Frankrig – Italien     | 21–12  |
| ?    | Norge – Østrig         | 17–l3l |
| ?    | Østrig – Italien       | 14–l8l |
| ?    | Jugoslavien – Frankrig | 23–l9l |
| ?    | Jugoslavien – Norge    | 20–14  |

| Hold        | Kampe | Mål     | Point |
| ----------- | ----- | ------- | ----- |
| Jugoslavien | 4     | 102-350 | 8     |
| Frankrig    | 4     | 55-54   | 6     |
| Norge       | 4     | 61-42   | 4     |
| Østrig      | 4     | 31-56   | 2     |
| Italien     | 4     | 34-96   | 0     |

#### Gruppe C
| Dato | Hold                  | Res.   |
| ---- | --------------------- | ------ |
| ?    | Holland – USA         | 26–l6l |
| ?    | Østtyskland – Danmark | 18–l8l |
| ?    | Holland – Danmark     | l9l–18 |
| ?    | Østtyskland – USA     | 30–10  |
| ?    | Østtyskland – Holland | 20–11  |
| ?    | Danmark – USA         | 34–l7l |

| Hold        | Kampe | Mål   | Point |
| ----------- | ----- | ----- | ----- |
| Østtyskland | 3     | 68-29 | 6     |
| Danmark     | 3     | 60-34 | 4     |
| Holland     | 3     | 46-44 | 2     |
| USA         | 3     | 23-90 | 0     |

### Placeringsrunde
I placeringsrunden spillede treerne og firerne fra hver indledende gruppe om placeringerne 7-12. De seks hold spillede en enkeltturnering alle-mod-alle, bortset fra at hold fra samme indledende gruppe ikke mødtes igen – i stedet blev resultatet af holdenes indbyrdes opgør i den indledende runde ført med over til placeringsrunden.
| Dato | Hold                   | Res.   |
| ---- | ---------------------- | ------ |
| ?    | Holland – Japan        | 15–21  |
| ?    | Vesttyskland – Østrig  | 19–l4l |
| ?    | Norge – USA            | 24–14  |
| ?    | Norge – Holland        | l6l–11 |
| ?    | Japan – Østrig         | 17–l9l |
| ?    | Vesttyskland – USA     | 23–l7l |
| ?    | Vesttyskland – Norge   | l6l–11 |
| ?    | Japan – USA            | 31–14  |
| ?    | Holland – Østrig       | 9l–l5  |
| ?    | Vesttyskland – Holland | 10–12  |
| ?    | Østrig – USA           | 15–14  |
| ?    | Norge – Japan          | 25–19  |

| Plac. | Hold         | Kampe | Mål     | Point |
| ----- | ------------ | ----- | ------- | ----- |
| 7.    | Norge        | 5     | 82-53   | 8     |
| 8.    | Holland      | 5     | 73-48   | 8     |
| 9.    | Vesttyskland | 5     | 72-42   | 6     |
| 10.   | Japan        | 5     | 96-76   | 6     |
| 11.   | Østrig       | 5     | 36-76   | 2     |
| 12.   | USA          | 5     | 055-119 | 0     |

### Finalerunde
I finalerunden spillede de to bedst placerede hold fra hver indledende gruppe om placeringerne 1-6. De seks hold spillede en enkeltturnering alle-mod-alle, bortset fra at hold fra samme indledende gruppe ikke mødtes igen – i stedet blev resultatet af holdenes indbyrdes opgør i den indledende runde ført med over til finalerunden.
| Dato | Hold                        | Res.   |
| ---- | --------------------------- | ------ |
| ?    | Sovjetunionen – Frankrig    | 24–l9l |
| ?    | Østtyskland – Ungarn        | 13–17  |
| ?    | Jugoslavien – Danmark       | 17–12  |
| ?    | Ungarn – Frankrig           | 20–l8l |
| ?    | Sovjetunionen – Danmark     | 19–12  |
| ?    | Jugoslavien – Østtyskland   | 13–13  |
| ?    | Ungarn – Danmark            | 17–16  |
| ?    | Østtyskland – Frankrig      | 29–l9l |
| ?    | Jugoslavien – Sovjetunionen | 15–18  |
| ?    | Danmark – Frankrig          | 17–10  |
| ?    | Søvjetunionen – Østtyskland | 12–14  |
| ?    | Jugoslavien – Ungarn        | 16–13  |

| Plac.  | Hold          | Kampe | Mål     | Point |
| ------ | ------------- | ----- | ------- | ----- |
| Guld   | Sovjetunionen | 5     | 91-61   | 8     |
| Sølv   | Østtyskland   | 5     | 87-59   | 7     |
| Bronze | Jugoslavien   | 5     | 84-65   | 7     |
| 4.     | Ungarn        | 5     | 79-72   | 6     |
| 5.     | Danmark       | 5     | 66-82   | 2     |
| 6.     | Frankrig      | 5     | 045-113 | 0     |